# Grabowo (województwo kujawsko-pomorskie)
Grabowo – osada w Polsce położona w województwie kujawsko-pomorskim, w powiecie świeckim, w gminie Pruszcz, na lewym brzegu Wisły. Miejscowość wchodzi w skład sołectwa Grabówko.
W latach 1975–1998 miejscowość administracyjnie należała do województwa bydgoskiego.

## Historia
Pierwsze ślady bytowania człowieka na tych terenach pochodzą z pradziejów. Znaleziono tutaj groby kloszowe z okresu lateńskiego.
W średniowieczu wieś należała do książąt pomorskich. W 1209 r. Grabowo zostało podarowane przez księżniczkę Świnisławę żonę Mestwina II, na rzecz Zgromadzenia Sióstr Norbertynek w Żukowie. W 1222 r. Świętopełk potwierdził darowiznę jednak duża odległość od wsi skłoniła Norbertanki do zamiany Grabowa na inną wieś położoną bliżej. Zamiany dokonano za pośrednictwem mistrza wielkiego krzyżackiego Karola z Trewiru, który w 1312 r. podarował ją benedyktynkom z Chełmna, na pamiątkę zwycięstwa odniesionego w 1311 r. nad Witenesem, dowódcą litewskim. W późniejszym czasie wieś należała do Michała Wutkowskiego, chorążego pomorskiego, a następnie znowu znalazła się w rękach benedyktynek. Po sekularyzacji w 1811 r. rząd pruski sprzedał dobra klasztorne dzierżawcom.
Od drugiej połowy października 1906 r. do stycznia 1907 r. (lub dłużej) uczniowie z Grabowa, Grabówka i Trępla brali udział w strajku szkolnym. Polegał on na odmowie używania języka niemieckiego na lekcjach religii i w czasie modlitw. Wydarzenie było wyrazem postawy rodziców wobec zaborcy.

## Zabytki
We wsi znajduje się okazały dwór z około 1850 roku, przebudowany na przełomie XIX/XX wieku. Dwór był w posiadaniu Alberta Steinmeyera sekretarza generalnego Izby Rolniczej Prowincji Prus Zachodnich. Majątek był zarządzany wzorowo, szczególnie hodowla koni. Ze stadniny w Grabowie pochodziły uszlachetnione i rasowe zwierzęta, które zdobywały nagrody na torach wyścigowych, głównie na gdańskim torze. Obecnie posiadłość jest w złym stanie technicznym.
Przy wjeździe do Grabowa po prawej stronie jadąc od strony Topolna znajduje się mały cmentarz. Na tym cmentarzu stoi murowana kapliczka z 1616 roku w kształcie kwadratu o krzyżowym sklepieniu. Została zbudowana z fundacji ksieni benedyktynek chełmińskich Magdaleny Mortęskiej. Przy niej odprawiali nabożeństwa ojcowie paulini z Topolna.

## Ochrona przyrody
Miejscowość leży na terenie Nadwiślańskiego Parku Krajobrazowego. W Grabowie nieopodal dworu rosną 3 lipy drobnolistne uznane za pomniki przyrody w 1993 roku.